# Rødt
Rødt (bokmål), Raudt (nynorsk), Ruoksat (płnlap.) – norweska lewicowa partia polityczna, powstała w marcu 2007 roku w wyniku połączenia Arbeidernes Kommunistparti i Rød Valgallianse. Partia skupia także byłych członków Partii Pracy i Socjalistycznej Lewicy. Partia opowiada się za tradycyjnym marksizmem, sprzeciwia się rewizjonizmowi, opowiada się za silnym sektorem państwowym i nacjonalizacją. Mimo rewolucyjnego charakteru organizacji, jest ona bardziej umiarkowana od tworzących ją partii.
Poparcie dla partii w skali krajowej wynosi ok. 1–2% (choć według niektórych sondaży poparcie dla partii przekraczało nawet 6%). Partia posiada 20 przedstawicieli w norweskim Fylkestingu i 193 kolejnych w radach miejskich. Organizacją młodzieżową partii jest Rød Ungdom. Obecnym przewodniczącym ugrupowania jest Bjørnar Moxnes, poprzednim przewodniczącym był Turid Thomassen. Ideologia partii jest określana jako rewolucyjny socjalizm, chociaż spektrum poglądów działaczy jest szersze: od demokratycznego socjalizmu po trockizm i marksizm-leninizm.
Największy sukces partii miał miejsce w wyniku wyborów 2021, kiedy to partia uzyskała 4,7% co spowodowało ze partia uzyskała 8 miejsc poselskim w Stortingu.   